# Hermeneumata Pseudodositheana
Gli Hermeneumata (in greco antico:  Ἑρμηνεύματα?, conosciuti anche come Hermeneumata Pseudodositheana) sono dei manuali d'istruzione anonimi, scritti nel III secolo nell'Impero romano, per insegnare la lingua greca a coloro che parlavano il latino e la lingua latina a quelli che parlavano il greco. Il termine Hermeneumata significa "interpretazioni" o, qui, "traduzioni".

## Contenuto
Gli Hermeneumata sono costituiti da due glossari, uno organizzato in ordine alfabetico, l'altro per argomenti. Il glossario tematico contiene circa 30 000 parole, tra le quali i nomi di: divinità, costellazioni, templi, festività, vestiari, colori, uccelli e alberi, così come termini militari, giuridici e finanziari. Non erano inclusi vocaboli inerenti alla morte o alla malattia. Le parole sono talvolta presentate di fianco a due o tre traduzioni equivalenti.
Una serie di dialoghi (noti come colloquia) seguono il dizionario. Questi utilizzano un linguaggio giovanile per raccontare la storia di una giornata della vita di un allievo e del suo maestro. Ci sono otto sezioni: il risveglio, la scuola, il lavoro, la vita sociale, il pranzo, i compiti, il bagno, la cena e il coricamento.
La pedagogia si fonda sulla comprensione immediata di frasi estremamente semplici, il più delle volte limitate a un soggetto, verbo e complemento. Non ci sono spiegazioni grammaticali: le coniugazioni sono semplicemente enumerate a titolo di frasi sconnesse che presentano una variazione sul tema grammaticale (per esempio sostituzione del pronome e tempo verbale).
| greco antico           | Πρῶτον ἀσπάζομαι τὸν διδάσκαλον, ὃς ἐμὲ ἀντησπάσατο. χαῖρε διδάσκαλε. χαίρετε συμμαθηταί. μαθηταί. συμμαθηταί, τόπον ἐμοὶ δότε ἐμόν. βάθρον. ὑποπόδιον. δίφρος. σύναγέ σε. |
| latino                 | Primum saluto magistrum, qui me resalutavit. ave magister. avete condiscipuli. discipuli. condiscipuli, locum mihi date meum. scamnum. scamellum. sella. densa te.         |
| traduzione in italiano | Prima saluto il maestro, che mi risaluta. Salve, maestro. Salve, condiscepoli. Discepoli. Condiscepoli, datemi il mio posto. Panchina. Banco. Sedia. Adunarsi.             |

## Storia
Il testo degli Hermeneumata c'è stato tramandato in nove manoscritti, i più medievali. Il termine pseudodositheana fa riferimento al grammatico Dosìteo, a cui gli Hermeneumata sono stati attribuiti, ma senza validi motivi.